# Naipli, Karesi
Naipli là một xã thuộc huyện Karesi, tỉnh Balıkesir, Thổ Nhĩ Kỳ. Dân số thời điểm năm 2010 là 712 người.